# Malawi
Malawi [maˈlaːvi] (Chichewa Dziko la Malaŵi; englisch Republic of Malawi [məˈlɑːwɪ]) ist ein Binnenstaat in Südostafrika, der am 6. Juli 1964 seine Unabhängigkeit vom Vereinigten Königreich erlangte. Malawi hatte im Jahr 2020 etwa 20,9 Millionen Einwohner; die Hauptstadt ist Lilongwe.

## Geographie

### Lage
Die Nord-Süd-Ausdehnung beträgt 850 km, die West-Ost-Ausdehnung 350 km. Die Außengrenze hat eine Länge von 2881 km, 475 km zu Tansania im Norden, 1569 km zu Mosambik im Osten, Süden und Südwesten sowie 837 km zu Sambia im Westen. Die Landesfläche beträgt rund ein Drittel von Deutschland.

### Landesnatur
Die Landesfläche umfasst 118.484 km² (Weltrang 99), davon 31 % Wald und Buschland, 25 % Wasserfläche, 20 % Ackerland, 15 % Wiesen und Weiden.
Malawi liegt nahezu vollständig im Bereich des ostafrikanischen Grabenbruchsystems. Die Landschaftsgestalt wird von Hochflächen, die von einzelnen Inselbergen überragt werden, weiten Ebenen und dem Malawisee (früher Njassasee, njassa = „See“ auf Chichewa) bestimmt. Die nördliche Region ist bergig; die höchsten Gipfel steigen hier bis zu 3000 Meter über dem Meeresspiegel an. Mit einer Fläche von etwa 29.600 km², 570 Kilometer Länge und einer Breite bis zu 80 Kilometern ist der Malawisee der größte See Malawis und zugleich das drittgrößte Binnengewässer Afrikas; er gehört überwiegend zum malawischen Staatsgebiet. Die Inseln Chizumulu und Likoma gehören zu Malawi, liegen aber als Enklave im Hoheitsgewässer von Mosambik. Südlich des Sees setzt sich der Grabenbruch fort.
Das aus einer Ebene mit grünen Teeplantagen herausragende Mulanje-Massiv bildet die höchste Erhebung des Landes, der höchste Berg ist der Sapitwa mit 3002 m Höhe. Der längste Fluss ist der Shire mit 402 km Länge. Als südlicher Abfluss des Malawisees durchströmt der Shire zunächst den Malombesee und erreicht an der Grenze zu Mosambik den niedrigsten Punkt in Malawi (37 m Höhe über dem Meeresspiegel), bevor er in Mosambik in den Sambesi mündet.

### Klima
In Malawi herrscht tropisches Klima mit vier Jahreszeiten:
- kühle Saison zwischen Mai und Mitte August;
- heiße Zeit zwischen Mitte August und November;
- Regenzeit zwischen November und April, in dieser Zeit kann die Luftfeuchtigkeit morgens fast 100 % betragen;
- Nachregenzeit zwischen April und Mai.

Im Allgemeinen ist es im Hochland kühler und feuchter, während es in den tiefer gelegenen Gebieten heißer und schwüler ist. Am Malawisee ist es am wärmsten, jedoch weht meistens ein kühlender Wind. Die durchschnittlichen Temperaturen schwanken zwischen 19 °C und 32 °C von November bis April und zwischen 14 °C und 24 °C von Mai bis Oktober. Der Juli ist der kühlste Monat. Die Nächte können kalt sein, besonders im Bergland.
Es besteht ein Niederschlagsgefälle von rund 2000 mm pro Jahr im äquatornäheren Norden zu knapp 1000 mm im Süden; die im Regenschatten liegende Grabensohle erhält örtlich kaum 600 mm.

### Hydrologie
Der Malawisee, dessen Einzugsgebiet bis hinein nach Tansania und Mosambik reicht, dominiert das Land. Fast ganz Malawi (etwa 90 %) entwässert über den Shire, den Abfluss des Malawisees, in den Sambesi. Die westlichen Einzugsgebietsgrenzen des Shire sind praktisch deckungsgleich mit der Landesgrenze. Im Südosten des Landes gibt es kleinere Bereiche, die entweder in den Rovuma oder in den Chilwa-See entwässern.

### Pflanzenwelt
Die Flora der Region ist sehr unterschiedlich. Vorherrschende Vegetationsformationen in den trockenen Ebenen sind Savannen und offene Grasfluren sowie lichter Trockenwald. Geschlossene Wälder kommen nur in Gebirgslagen und auf den waldreichen Hochplateaus vor. Der Waldbestand des Landes wurde früher in den Siedlungsgebieten abgeholzt, wird aber inzwischen wieder großflächig aufgeforstet.

### Natursehenswürdigkeiten
Sehenswert sind die Kapichira-Wasserfälle, der Malawisee, der Malombesee und der Berg Mulanje. Nationalparks und Naturschutzgebiete in Malawi sind Kasungu, Malawisee-Nationalpark, Lengwe, Majete Wildlife Reserve, Mwabvi Wildlife Reserve, Liwonde, der Nyika-Nationalpark auf dem Nyika-Plateau, Vwaza Marsh Game Reserve und Nkhotakota Wildlife Reserve. Der Elefantenbestand in Malawi wurde 1977 auf 2800 bis 3200 Tiere geschätzt, 1979 und 1981 auf 4500, aber 1987 nur noch auf 2400.

### Humangeografie

#### Verwaltungsgliederung

Die drei Regionen und die Distrikte Malawis

Malawi ist in drei Verwaltungsregionen, Regions genannt und darunter liegend in insgesamt 28 Distrikte unterteilt. Die Regions werden durch einen Regional Administrator vertreten, wogegen die Distrikte von einem District Development Committee (DDC) unter Vorsitz eines District Commissioner geführt werden. Die politische Willensbildung und Bürgerbeteiligung findet dezentralisiert in den Distrikten und in einigen wenigen größeren Städten in den sogenannten Town- bzw. City-Assemblies statt, nicht aber auf der Regionalebene.

#### Regionen
- Northern Region mit dem Verwaltungszentrum Mzuzu

und den 6 Distrikten: Chitipa, Karonga, Likoma, Mzimba, Nkhata Bay, Rumphi.
- Central Region mit dem Verwaltungszentrum Lilongwe

und den 9 Distrikten: Dedza, Dowa, Kasungu, Lilongwe, Mchinji, Nkhotakota, Ntcheu, Ntchisi, Salima.
- Southern Region mit dem Verwaltungszentrum Blantyre

und den 13 Distrikten: Balaka, Blantyre, Chikwawa, Chiradzulu, Machinga, Mangochi, Mulanje, Mwanza, Neno, Nsanje, Phalombe, Thyolo, Zomba.

#### Städte
Im Jahr 2023 lebten 18 Prozent der Einwohner Malawis in Städten. Die größten Städte sind (Stand 2018, Volkszählung):
- Lilongwe (989.318 Einwohner)
- Blantyre (800.318)
- Mzuzu (221.272)
- Zomba (105.013)
- Karonga (61.609)
- Kasungu (58.653)
- Mangochi (53.498)

## Bevölkerung

### Demografie
Malawi hatte 2023 20,9 Millionen Einwohner. Das jährliche Bevölkerungswachstum betrug + 2,5 %. Zum Bevölkerungswachstum trug ein Geburtenüberschuss (Geburtenziffer: 32,6 pro 1000 Einwohner vs. Sterbeziffer: 6,9 pro 1000 Einwohner) bei. Die Anzahl der Geburten pro Frau lag 2022 statistisch bei 3,8, die der Region Ost- und Süd-Afrika betrug 4,3. Die Lebenserwartung der Einwohner Malawis ab der Geburt lag 2022 bei 62,9 Jahren. Der Median des Alters der Bevölkerung lag im Jahr 2021 bei 16,8 Jahren. Im Jahr 2023 waren 42,0 Prozent der Bevölkerung unter 15 Jahre, während der Anteil der über 64-Jährigen 2,5 Prozent der Bevölkerung betrug.

### Bevölkerungsstruktur
Die meisten der etwa 20 Millionen Einwohner (Stand: 2023) gehören verschiedenen Bantuethnien an. Es werden insgesamt 13 verschiedene Kultur- und Sprachgruppen unterschieden.
Mit 49,3 % stellen die namensgebenden Maravi die Titularnation: Dazu zählen die Chewa (32,6 %), die Tumbuka (8,8 %), die Nyanja (5,8 %) und die Tonga (2,1 %). Die Lomwe stellen 17,6 % der Bevölkerung, die Yao 13,5 % und die Ngoni machen 11,5 % aus. Die Sena und die Ngondo sind mit 3,6 % respektive 1 % eine Minderheit. Andere Volksgruppen stellen zusammen insgesamt 3,5 % der Gesamtbevölkerung.
Im Jahre 2017 waren 1,3 % der Bevölkerung Ausländer. Die meisten Ausländer im Land kamen aus Mosambik, Sambia und Simbabwe.

### Sprachen
Verbreitet sind Bantusprachen. Amtssprache ist Englisch als Erbe der Kolonialzeit. Die Bantusprache Chichewa ist Nationalsprache. Außerdem werden regional die Bantusprachen Lomwe, Chiyao, Tumbuka, Chinkhonde, Chisena, Chitonga, Chinyakyusa, Chimambya, Chisenga, Chisukwa, Chingoni, Chimambwe und Chinamwanga gesprochen. Die Vorsilbe Chi bedeutet so viel wie „Sprache der …“.
Daten aus dem Jahr 2000 des National Statistical Office of Malawi ergaben dabei folgende Sprachzusammensetzung für Malawi:
| Sprache       | gesamt    | auf dem Land | in der Stadt | Northern Region | Central Region | Southern Region |
| ------------- | --------- | ------------ | ------------ | --------------- | -------------- | --------------- |
| Gesamt        | 9.933.868 | 8.498.432    | 1.435.436    | 1.233.560       | 4.066.340      | 4.633.968       |
| Chichewa      | 5.679.482 | 4.633.360    | 1.016.152    | 66.977          | 3.697.115      | 1.915.390       |
| Chinyanja     | 1.272.205 | ≈1.178.000   | 94.225       | 10.647          | 34.253         | 1.227.305       |
| Chiyao        | 999.024   | 921.709      | 77.319       | 9.915           | 112.087        | 877.022         |
| Chitumbuka    | 939.109   | 812.930      | 126.179      | 793.610         | 120.350        | 25.149          |
| Chilomwe      | 241.576   | 224.337      | 17.239       | 2.102           | 10.939         | 228.535         |
| Chinkhonde    | 84.000    | 66.086       | 17.914       | 76.154          | 3.258          | 4.588           |
| Chingoni      | 74.198    | 56.499       | 17.699       | 4.189           | 18.525         | 51.484          |
| Chisena       | 264.172   | 242.646      | 21.526       | 543             | 5.742          | 257.887         |
| Chitonga      | 165.654   | 148.352      | 17.302       | 128.296         | 28.739         | 8.619           |
| Chinyakusa    | 24.824    | 22.956       | 1.868        | 17.260          | 3.867          | 3.697           |
| Chilambya     | 44.385    | 39.143       | 5.242        | 39.879          | 2.740          | 1.766           |
| Chisenga      | 19.959    | 18.554       | 1.405        | 317             | 17.301         | 2.341           |
| Englisch      | 17.479    | 6.314        | 11.165       | 835             | 7.192          | 9.452           |
| Portugiesisch | 2.458     | 1.669        | 789          | 250             | 699            | 1.509           |
| Andere        | 105.343   | 95.931       | 9.412        | 82.586          | 3.533          | 19.224          |

### Religionen
Etwa 82,6 Prozent der Bevölkerung bekennen sich zum Christentum, mit 13 Prozent hat Malawi einen höheren Anteil Muslime als die anderen Länder im südlichen Afrika. Die verbleibenden Anteile entfallen auf Bahai, Atheisten (2,5 Prozent) und Anhänger von traditionellen Religionen, wobei deren mythologische Vorstellungen teilweise in die Weltreligionen mitgenommen wurden und bestimmte Rituale unter anderen Namen dort weiterhin praktiziert werden. Christen haben im gesamten Norden bis zur Hälfte des Landes einen Bevölkerungsanteil von über 90 Prozent, das Siedlungszentrum der Moslems liegt im Osten südlich des Malawi-Sees. Traditionelle Religionen werden offiziell nur noch in einzelnen kleinen Gebieten im äußersten Süden, besonders im Distrikt von Nsanje praktiziert.

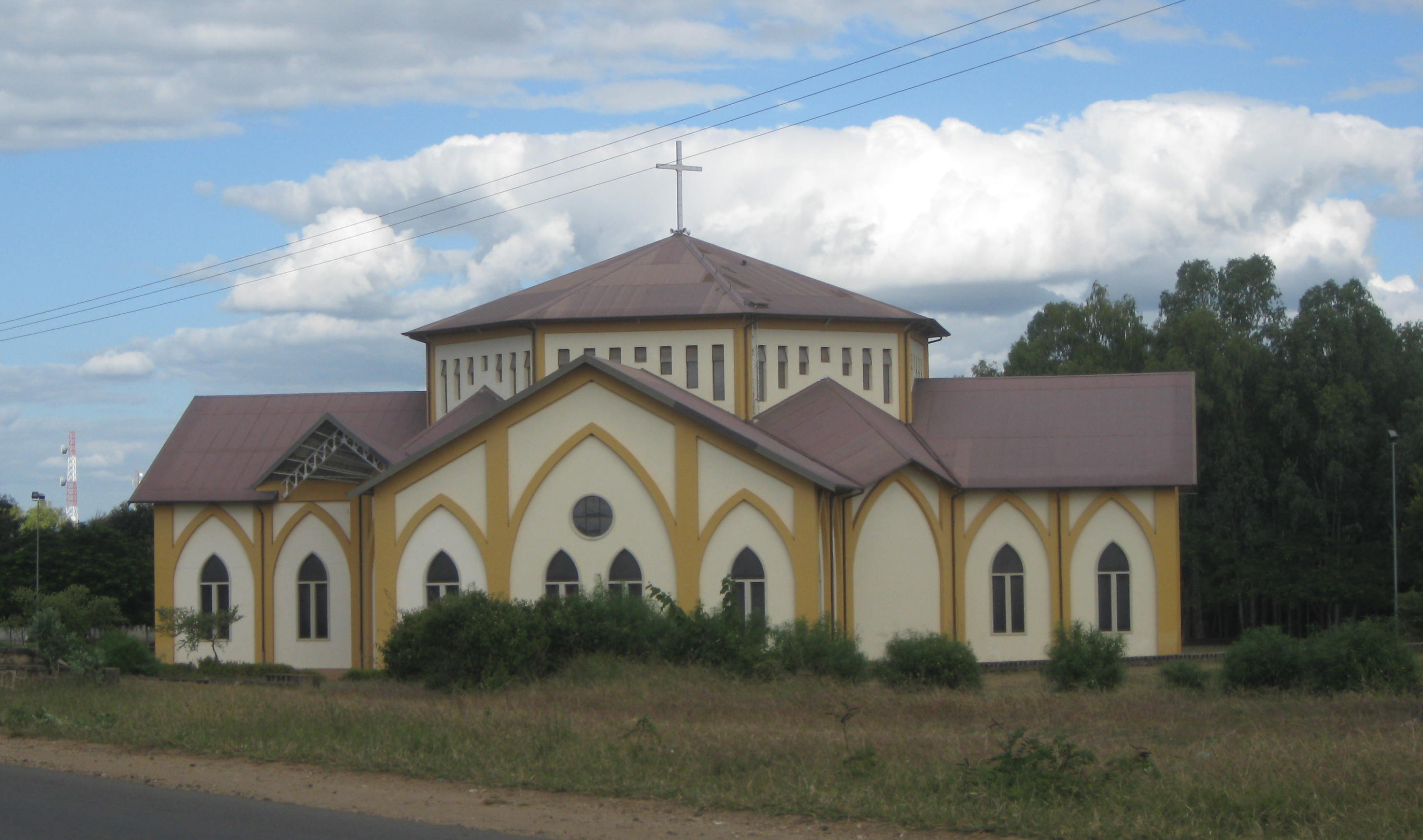
Kirche bei Limbe

#### Christentum
Die größte christliche Gemeinde bilden mit etwa 23 Prozent die Katholiken, es folgen gemäß einer Umfrage von 2004 mit knapp 19 Prozent die Church of Central Africa (CCAP), die zu den Presbyterianern gehört. Die Gruppe der African Independent Churches (AIP) machen etwa 17 Prozent aus und sind ebenso wie Evangelikale und Pfingstler – zusammen etwa ein Drittel der Christen – stark zunehmend; die letzten beiden gewinnen besonders in den Städten Anhänger. Es gibt außerdem etwa 2,5 Prozent Anglikaner und gut 6 Prozent Siebenten-Tags-Adventisten und malawische Baptisten für beide sowie die Minderheiten der Zeugen Jehovas und der Gerechten Christen.
Der erste Missionar am Malawisee war 1859 David Livingstone. Durch seine Berichte über den Sklavenhandel und die Notwendigkeit zur Mission war das Interesse an dieser Gegend geweckt. Bischof Charles Frederick Mackenzie gründete als Vertreter der Universities Mission to Central Africa (UMCA) zwei Jahre später bei Zomba eine Missionsstation, verstarb aber bereits 1862 wie die meisten seiner Mitstreiter an Malaria. Sein Nachfolger William Tozer zog sich 1863 nach Sansibar zurück. 1875 kamen Presbyterianer und gründeten die Station Livingstonia, wo als erste die Tumbuka missioniert wurden, während eine Abordnung der Church of Scotland sich 1876 beim späteren Blantyre niederließ. Die ersten Katholiken kamen 1889 in Gestalt der Weißen Väter über das von Portugal kolonisierte Mosambik. In den Jahrzehnten darauf folgten unter anderem Missionare der Niederländisch-reformierten Kirche aus Südafrika und einige charismatische Gruppen mit Ursprung in den USA. Vor allem Missionare der anglikanischen Kirche profitierten von ihren Nähe zur Kolonialmacht, vermittelten dafür in Konfliktfällen der Regierung religiöse Legitimation.
Der langjährige Präsident Banda war Presbyterianer. Erst seit seinem Nachfolger, dem Moslem Bakili Muluzi, gilt die in Artikel 20 der Verfassung garantierte Religionsfreiheit in der Praxis gleichermaßen auch für Moslems, wobei Banda nach 1961 eine Kampagne für westliche Erziehung von benachteiligten Moslems startete. Seit 2004 war der Katholik Bingu wa Mutharika Präsident und dessen Vizepräsident Moslem. Politische Spannungen sind nicht religiös begründet, die meisten religiösen Auseinandersetzungen gab es zwischen sich abspaltenden christlichen Splittergruppen. In den 1970er Jahren kam es im Süden zu Auseinandersetzungen zwischen Christen und Anhängern traditioneller Religionen. Auf der einen Seite polarisierte eine neu ins Land gekommene fundamentalistische Pfingstbewegung, auf der anderen formierte sich eine neotraditionelle Kirche der Ahnen.
1909 begann der charismatische Elliot Kenan Kamwana für die Zeugen Jehovas in Malawi zu missionieren. Er sagte für 1914 den Weltuntergang voraus, wurde aber schon Ende 1909 wegen seiner antikolonialen Kampagnen von den Briten deportiert und kehrte erst 1937 aus Mauritius wieder zurück, wo er bis zu seinem Tod 1956 heimlich weiter Anhänger gewann. Diese wurden lange als Zeugen Jehovas angesehen, bildeten aber de facto und schließlich auch formell eine eigene Religionsgemeinschaft, die Mlondo oder „Watchman“ Mission. Unter Präsident Banda wurden ab 1967 die damals etwa 18.000 Anhänger Kamwanas wegen ihrer Weigerung, Militärdienst zu leisten und an Zeremonien teilzunehmen, unterdrückt, gewaltsam verfolgt und zu Tausenden in Flüchtlingslager nach Sambia und Mosambik vertrieben. 1976 waren über 5000 eingesperrt (die Zahl schließt wohl auch Zeugen Jehovas ein). Mit der Demokratisierung 1993 wurde das Verbot dieser Glaubensgemeinschaft aufgehoben. Radio Maria Malawi mit auch allgemeinen Bildungssendungen nennt sich das meistgehörte Radio des Landes und sendet 24 Stunden live.

#### Islam

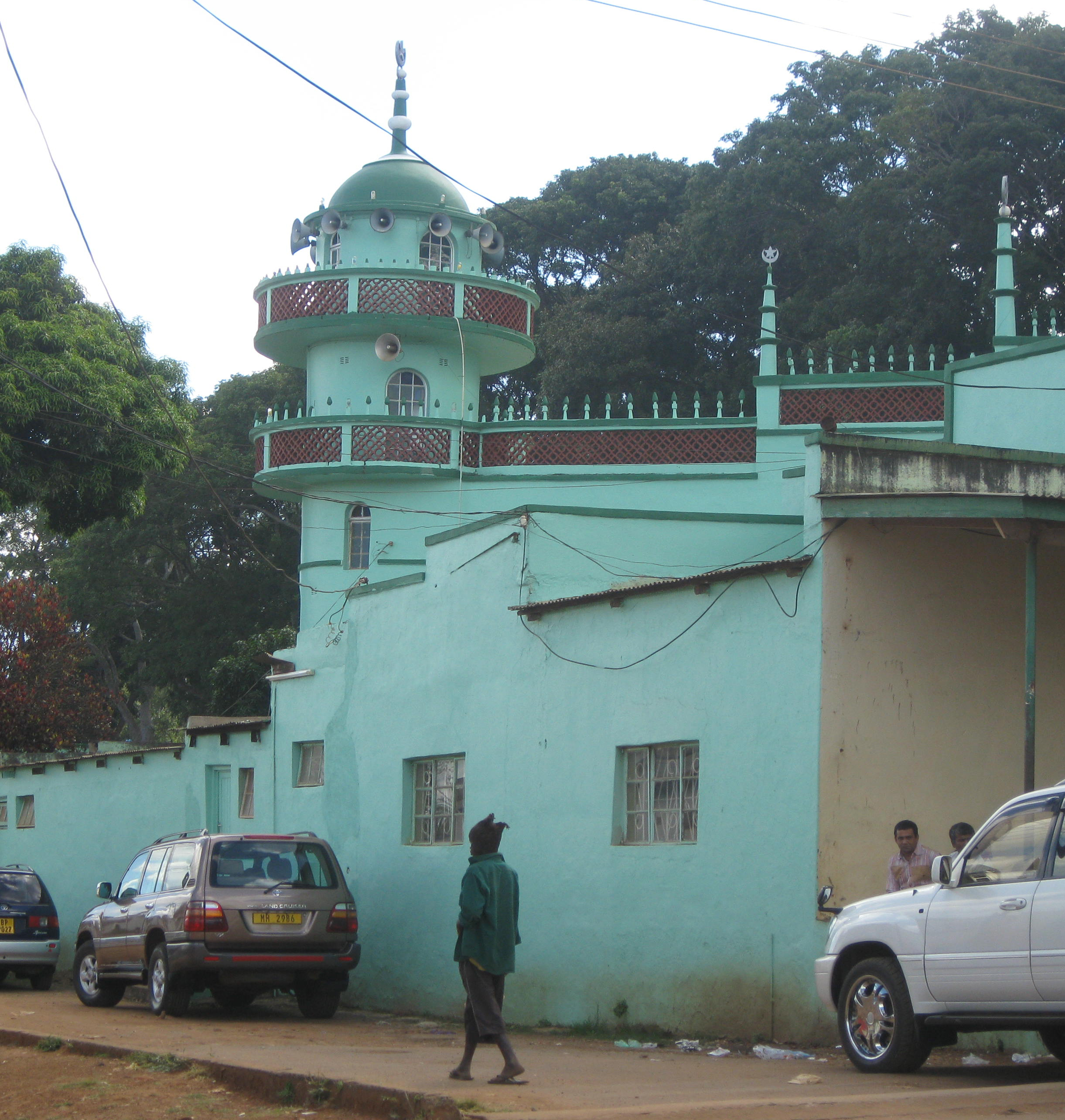
Moschee in Zomba

Muslime in Malawi sind wie im übrigen Afrika fast ausschließlich Sunniten, worunter auch Anhänger verschiedener Sufi-Bruderschaften (Tariqa) zu verstehen sind. Die meisten Muslime finden sich unter den Yao im Süden des Malawi-Sees. Der Islam kam erstmals ab den 1890er Jahren durch arabische Händler über Mosambik hierher und trug dazu bei, dass die Yao den meisten Widerstand gegen die Kolonialherrschaft leisteten. Hauptverantwortlich für die Ausbreitung des Islam in Malawi war der am Malawi-See geborene Scheich Abdallah b. Haji Mkwanda (um 1860–1930), der Sohn eines bekannten Elfenbein- und vermutlich auch Sklavenhändlers. Er studierte den Koran in Kilwa, kehrte 1884 zum See zurück, predigte und verteilte Amulette. Sein einflussreichster Schüler war Scheich Thabit b. Muhammad Ngaunje (um 1880–1959), der den Islam besonders bei den Yao verbreitete. Beide lehrten den Koran auf Arabisch und Swahili, aber nicht in Lokalsprachen. Das Zentrum des islamischen Glaubens repräsentierte für alle Muslime am Malawi-See Sultan Barghasch ibn Sa’îd von Sansibar.
Nach 1900 begann die Ausbreitung der beiden Tariqas Qadiriyya und Schadhiliyya landeinwärts von der Mosambik-Insel. Die meisten Prediger dieser Sufi-Orden waren Muslime in zweiter Generation und betätigten sich zugleich als reisende Händler. Die wichtigste Frau in der islamischen Geschichte von Malawi war Mtumwa bt. Ali b. Yusufu, die auf Sansibar ausgebildet worden war und 1929 den Qadiriyya-Orden nach Nkhotakota brachte, was vielen Frauen zu einer aktiveren Rolle innerhalb der Glaubensgemeinde verhalf. Wie einige traditionelle Zeremonien überlebten bei den moslemischen Yao Matrilinearität und Gewohnheitsrecht während der Kolonialzeit. Die zur Ahnenverehrung gehörenden Feiern am Ende der Totenklage wurden unter dem neuen islamischen Namen Sadaka begangen und von muslimischen Autoritäten überwacht.
Die britische Kolonialpolitik verhielt sich im Gegensatz zu den Portugiesen in Mosambik tolerant gegenüber dem Islam, dennoch erhielten nur wenige Muslime westliche Bildung und gute Jobs. Seit Ende der 1970er Jahre erfolgt eine Wiederbelebung des Islam im Land durch Zusammenarbeit und finanzielle Unterstützung von Muslimen aus Indien und Pakistan. In den 1980er Jahren wurden rund 30 Moscheeneubauten auch durch das African Muslims Committee aus Kuwait finanziert. Der Islam erhielt eine sichtbare Präsenz, auch in Gegenden, wo es kaum Muslime gibt. Die Zahl der Madrasas stieg ebenfalls. Seit 1986 verteilt die Islamic Development Bank Stipendien für Studiengänge in Medizin und Ingenieurwissenschaften in Pakistan. So entstand ein konservativer Reformislam, der den bisherigen Islam der Sufi-Orden herausfordert, aber bisher noch in der Minderheit bleibt.

### Bildung
In Malawi stieg die Zahl der Grundschüler seit der Einführung des freien Grundschulunterrichts 1995 von 1,9 Millionen auf 3,4 Millionen. Damals ging nur die Hälfte der Kinder im schulfähigen Alter in die Schule, heute sind es 80 %. Ein Hauptproblem in den Dorfschulen sind die Klassengrößen von mehr als 80 Kindern. Es besteht ein großer Mangel an Lehrern. In den letzten zehn Jahren wurden viele Lehrer ohne Lehramtsstudium eingestellt und viele ehemalige Lehrer zurückgeholt, um die Situation zu verbessern. Trotz dieser Anstrengungen war der Mangel an Lehrern 2006 größer als 2001, weil zahlreiche ältere Lehrer ihre Tätigkeit beendeten. 2015 betrug die Alphabetisierungsrate 65,8 %.
In den ersten 30 Jahren nach der Unabhängigkeit hatte Malawi nur eine Universität, die University of Malawi, mit fünf Constituent Colleges: Chancellor College in Zomba, Polytechnic in Blantyre, Bunda College of Agriculture und College of Nursing in Lilongwe und College of Medicine in Blantyre. Seitdem wurden drei weitere Universitäten eröffnet: Mzuzu University in Mzuzu, Livingstonia University in Livingstonia und Ekwendeni sowie die Catholic University of Malawi in Nguludi bei Blantyre.

### Gesundheit
Die Gesundheitsausgaben des Landes betrugen im Jahr 2021 7,4 % des Bruttoinlandsprodukts. Jeder Distrikt hat ein Distriktkrankenhaus, das über mindestens 100 Betten verfügt. Es gibt überall Operationssäle, Mikroskope und Röntgen- und Sonographiegeräte zur Diagnostik. Die Fachbereiche Augenheilkunde, Allgemeine Medizin, Dermatologie, Dentalmedizin sind normalerweise besetzt. Medikamente werden gewöhnlich kostenfrei abgegeben. In den großen Städten Blantyre, Lilongwe und Mzuzu ist die Ausstattung vielfältiger und besser. Ergänzt wird dieses Gesundheitssystem durch Medical Centres im Umland, die oft von Krankenschwestern betreut werden. Es ist möglich, dass eine Krankenschwester mehrere Medical Centres betreut. Verbreitet sind auch sogenannte Clinicians in den Medical Centres. Die Clinicians erfüllen in Malawi den Großteil der Aufgaben, die in Deutschland von Ärzten übernommen werden, haben allerdings eine Ausbildung von lediglich drei Jahren absolviert. Erfahrene Clinical Officers mit entsprechender Weiterbildung spezialisieren sich in verschiedenen Fachrichtungen – zum Beispiel in der Orthopädie, Chirurgie oder Urologie – und sind etwas höher gestellt. Sie erledigen Konsile und arbeiten im Operationssaal. Sowohl die Ausbildung zur Krankenschwester als auch die Ausbildung zu Clinical Officers ist sehr kostenintensiv und damit den höheren Einkommensschichten Malawis vorbehalten. Das Pflegepersonal verteilt beispielsweise Medikamente und assistiert bei Eingriffen. Die „Pflege“ und „Versorgung“ der Patienten wird fast ausschließlich von Angehörigen übernommen. Im Jahr 2018 praktizierten in Malawi 1,5 Ärztinnen und Ärzte je 10.000 Einwohner. Die Sterblichkeit bei unter 5-jährigen betrug 2022 40,1 pro 1000 Lebendgeburten.
7,3 % der Männer und 11,1 % der Frauen (15–49 Jahre) sind HIV-positiv (Stand 2018). Da vor allem junge Menschen betroffen sind, hat dies enorme ökonomische Konsequenzen (siehe auch: HIV/AIDS in Afrika). Verstärkt werden diese noch durch ein starkes Bevölkerungswachstum, das extremen Druck auf das Land und seine Ressourcen, die Ernährungslage, den Arbeitsmarkt und die Sozialleistungen ausübt.
Malawi ist (neben Burkina Faso) eines der Schwerpunktländer der EinDollarBrille-Aktivitäten: Fehlsichtige Schulkinder erhalten kostenlos eine Brille; Erwachsene für umgerechnet 5 Euro.

## Geschichte

John Chilembwe, Baptistenprediger, malawischer Freiheitskämpfer

Ein von Friedemann Schrenk bei Karonga entdecktes Fossil eines Homo rudolfensis belegt, dass das Gebiet des heutigen Malawi bereits vor mehr als zwei Millionen Jahren von frühen Vertretern der Gattung Homo besiedelt war.
Die früheste nachweisbare Besiedelung durch den modernen Menschen (Homo sapiens) erfolgte durch Stämme der San. Nördlich von Lilongwe sind in den Höhlen zweier markant aus der Landschaft ragenden Berge aus Granitfels noch heute steinzeitliche Zeichnungen dieser Kultur von Jägern und Sammlern zu finden. Die frühste eisenzeitliche Kultur im südlichen Malawi ist gekennzeichnet durch die Nkope-Keramik, die hier etwa ab 200 n. Chr. einsetzt und sich bis ins 11. Jahrhundert nachweisen lässt. Die nächste nachweisbare Besiedlung erfolgte durch den Chewa-Stamm aus dem Luba-Gebiet, wobei die Angaben zur Zeit der Einwanderung je nach politischer oder wissenschaftlicher Ansicht zwischen 1000 und 1480 n. Chr. schwanken.
Auf malawischem Boden soll sich vor dem Zeitalter des Kolonialismus das Königreich der Maravi befunden haben. Der von Ostafrika, besonders Sansibar, ausgehende Sklavenhandel und Stammeskriege wirkten sich für die nördlichste Region nachteilig aus. 1859 erreichte David Livingstone als erster Europäer den Malawisee. 1891 wurde Malawi britisches Protektorat, 1907 wurde dieses in die Kolonie Njassaland umgewandelt. 1915, als die britische Regierung die Wehrpflicht für die Koloniebewohner anordnete, revoltierte die einheimische Bevölkerung unter dem Baptistengeistlichen John Chilembwe gegen die Fremdherrschaft.
1953 wurde Njassaland Mitglied der Zentralafrikanischen Föderation.
Vor der Unabhängigkeit gewährten die Kolonialbehörden in der Verfassung von 1961 Schwarzen zwar ein aktives und passives Wahlrecht, es war aber durch Bildungsschranken und Eigentumsanforderungen eingeschränkt. Viele Frauen waren in den nationalistischen Bewegungen aktiv. Bei den Wahlen von 1961 durften Frauen, die die Anforderungen an Bildung und Eigentum erfüllten, wählen, was zur Folge hatte, dass alle europäischen Frauen und etwa 10 000 schwarze Frauen das Wahlrecht ausüben durften. Bei der Erlangung der Unabhängigkeit 1964 wurde das allgemeine Wahlrecht und damit auch das unbeschränkte Frauenwahlrecht eingeführt.
Am 6. Juli 1964 erlangte das Land unter Premierminister Hastings Kamuzu Banda als Malawi die Unabhängigkeit, der exakt zwei Jahre danach, am 6. Juli 1966, die Republik ausrief und ihr erster Präsident wurde. Banda regierte das Land an der Spitze der Malawi Congress Party (MCP) diktatorisch. Diese Diktatur endete erst 1993 mit einem friedlich ablaufenden Referendum, welches 1994 in freie Wahlen mündete. Initiiert worden war diese Entwicklung durch einen Hirtenbrief von sechs römisch-katholischen Bischöfen unter Führung von James Chiona im Jahr 1992, in dem erstmals seit Jahren öffentlich politische Reformen gefordert wurden.
Bei den ersten freien Wahlen 1994 wurde Bakili Muluzi von der United Democratic Front (UDF) zum Präsidenten gewählt und 1999 wiedergewählt. Nach vergeblichen Versuchen, die Verfassung zu ändern, um seine Präsidentschaft zu verlängern, wurde er nach der umstrittenen Wahl vom 20. Mai 2004 von dem von ihm als Nachfolger gewünschten Bingu wa Mutharika (UDF) abgelöst, vor allem, weil die Oppositionsparteien sich nicht auf einen gemeinsamen Gegenkandidaten einigen konnten. Die Vereidigung des neuen Präsidenten fand am 24. Mai 2004 in Blantyre im Beisein mehrerer afrikanischer Staatschefs statt. Bingu wa Mutharika wurde 2009 mit 66,17 % der gültigen Stimmen wiedergewählt. Die von ihm geführte Democratic Progressive Party (DPP) vereinigte knapp 60 % der Parlamentssitze auf sich. 2009 scheiterte ein Vorstoß Mutharikas, der vorsah, ihm eine dritte Amtszeit zu ermöglichen, was derzeit durch die malawische Verfassung verboten wird. Damals war die Opposition in Malawi schwach, was Mutharika ermöglichte, fast alle seiner Ideen umzusetzen, die teilweise repräsentativen Charakters sind. So wurde von 2008 bis 2010 ein neues Parlamentsgebäude in Lilongwe gebaut; außerdem wurde 2009 aus öffentlichen Geldern ein Flugzeug für den Präsidenten gekauft. Am 5. April 2012 erlag Mutharika einem Herzinfarkt. Ihm folgte die bisherige Vizepräsidentin Joyce Banda nach, die am 7. April 2012 den Amtseid ablegte. 2014 wurde Peter Mutharika neuer Präsident. Bei den Wahlen 2019 erhielt er ebenfalls die meisten Stimmen, das Verfassungsgericht ordnete jedoch eine Wiederholung der Wahl an. Aus der Wiederholungswahl ging der Oppositionspolitiker Lazarus Chakwera als Sieger hervor.

## Politik

### Politisches System
Nach der Verfassung von 1966 ist Malawi eine präsidiale Republik im Commonwealth. Einzige zugelassene Partei war die Malawi Congress Party. Nach einem Referendum 1993 wurde die Einführung eines Mehrparteiensystems beschlossen. Danach hat das Parlament, die malawische Nationalversammlung 193 Abgeordnete, die alle fünf Jahre neu gewählt werden. Ebenfalls alle fünf Jahre wird in direkter Wahl das Staatsoberhaupt, der Präsident, bestimmt. Zuletzt fanden die Präsidentschafts- und Parlamentswahlen am 21. Mai 2019 statt. Das Rechtssystem orientiert sich am britischen Recht.

### Politische Indizes
| Name des Index                     | Indexwert    | Weltweiter Rang | Interpretationshilfe | Jahr |
| ---------------------------------- | ------------ | --------------- | --- | ---- |
| Fragile States Index               | 80,5 von 120 | 52 von 179      | Stabilität des Landes: große Warnung 0 = sehr nachhaltig / 120 = sehr alarmierend Rang: 1 = fragilstes Land / 179 = stabilstes Land | 2024 |
| Demokratieindex                    | 5,85 von 10  | 76 von 167      | Hybridregime 0 = autoritäres Regime / 10 = vollständige Demokratie                                                                  | 2024 |
| Freedom in the World Index         | 66 von 100   | —               | Freiheitsstatus: teilweise frei 0 = unfrei / 100 = frei                                                                             | 2024 |
| Rangliste der Pressefreiheit       | 64,5 von 100 | 63 von 180      | Erkennbare Probleme für die Pressefreiheit 100 = gute Lage / 0 = sehr ernste Lage                                                   | 2024 |
| Korruptionswahrnehmungsindex (CPI) | 34 von 100   | 107 von 181     | 0 = sehr korrupt / 100 = sehr sauber                                                                                                | 2024 |

### Außenpolitik
Malawi ist Mitglied der Vereinten Nationen, der Bewegung der blockfreien Staaten, des Commonwealth of Nations, der Afrikanischen Union, der Südafrikanischen Entwicklungsgemeinschaft (SADC) und des Gemeinsamen Marktes für das Östliche und Südliche Afrika (COMESA).

### Grenzkonflikte
Es gibt Grenzstreitigkeiten zwischen Malawi und Tansania. Malawi wurde 1890 bei den kolonialen Grenzziehungen der gesamte Malawisee zugesprochen (Helgoland-Sansibar-Vertrag). Tansania beansprucht die Gebiete, die nach aktuellem internationalen Recht auf seiner Hälfte des Sees liegen. Der Konflikt verschärfte sich, als 2012 auf tansanischer Seite Öl- und Gasvorkommen entdeckt wurden, die Malawi ökonomisch nutzen will.

### Militär
Die Malawian Defence Force hat eine Personalstärke von 25.000 Soldaten und umfasst
- die Army (mit dem Air Wing und dem Naval Detachment),
- Polizei (mit der paramilitärischen Mobile Force Unit)

Sie entstand mit der Unabhängigkeit Malawis aus Teilen der King’s African Rifles.
Malawi gab 2017 knapp 0,8 Prozent seiner Wirtschaftsleistung oder 47 Millionen US-Dollar für seine Streitkräfte aus.

### Menschenrechte
Menschenrechtsorganisationen wie Amnesty International berichten seit einigen Jahren, dass Angriffe auf Menschen mit Albinismus in Malawi deutlich zunehmen. Im Mai 2015 begutachtete der UN-Menschenrechtsrat die Lage der Menschenrechte in Malawi. Er stelle fest, dass die Regierung 154 der 199 Empfehlungen angenommen hatte. Bei den abgelehnten Empfehlungen handelte es sich, gemäß den Angaben von Amnesty International, überwiegend um solche zur Abschaffung der Todesstrafe sowie zur Abschaffung von Bestimmungen im Strafgesetzbuch, die einvernehmliche sexuelle Handlungen zwischen Erwachsenen des gleichen Geschlechts kriminalisieren. Die Verfassung legt unter anderem die Gleichberechtigung der Frau fest. Demnach sind Gesetze, die frauenfeindliche Regeln enthalten, verfassungswidrig und werden durch die Malawi Law Commission aufgehoben. In Malawi ist die Chancengleichheit der Geschlechter gegenwärtig nicht gegeben. In der sekundären Bildung ist der Anteil von Frauen epochal gesunken.
Das Land weist weltweit eine der höchsten Raten von verheirateten Mädchen unter 18 Jahren auf. Malawi gehört zu den 26 Ländern weltweit, in denen eine Zwangsheirat für Mädchen wahrscheinlicher ist als ein weiterführender Schulbesuch. Im Jahr 2015 verabschiedete die malawische Regierung ein Gesetz, welches unter anderem das Alter der Ehemündigkeit festsetzt. Seitdem muss eine Frau mindestens das 18. Lebensjahr erreicht haben, ehe sie eine Ehe eingehen darf. Auch die Alphabetisierungsrate steigt. Ein weitverbreitetes Problem ist die zunehmende Gewalt gegen Frauen. Gegenwärtig wurde die häusliche Gewalt gegen Frauen unter Strafe gestellt.
In ländlichen Regionen werden Mädchen traditionellerweise nach ihrer ersten Monatsblutung vergewaltigt. Die Familie der jungen Frau bezahlt eine sog. „Hyäne“, meist einen älteren Mann, die Vergewaltigung vorzunehmen. 2013 wurde dieser sexuelle Missbrauch verboten, wird jedoch weiterhin praktiziert. Frauen leiden ihr Leben lang darunter: durch die Gewalt, die ihnen angetan wird, und dadurch, dass diese von den eigenen Eltern beauftragt wird, ein doppelter Verrat gegen die junge Frau.
Homosexualität
Homosexualität war lange strafbar. Malawis Präsidentin Joyce Banda setzte im November 2012 sämtliche Gesetze zu Homosexualität außer Kraft.

## Wirtschaft

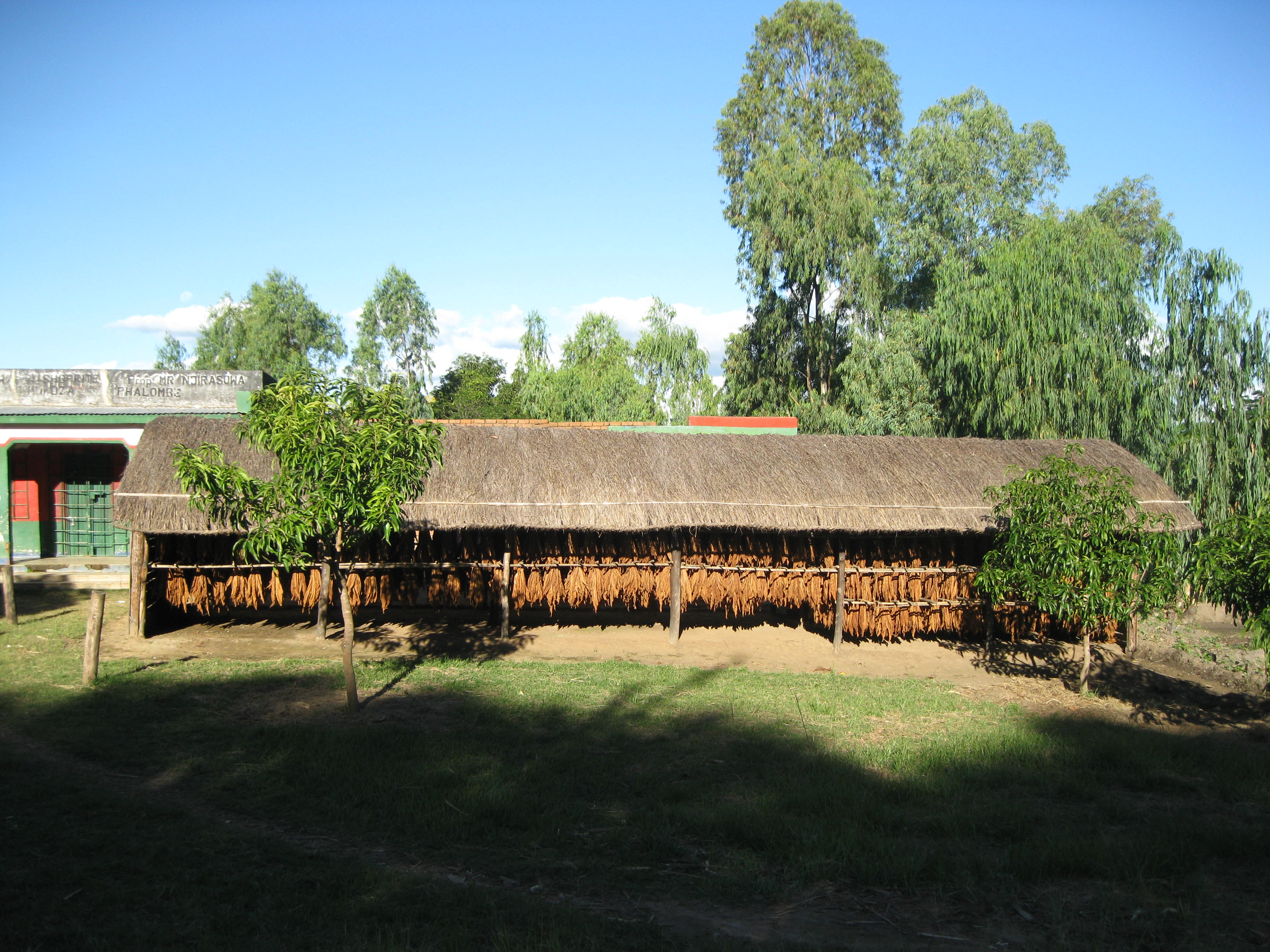
Tabak im Trockenlager, Malawi

Malawi zählt zu den ärmsten Volkswirtschaften der Welt. Die Mehrheit der Bevölkerung lebt von weniger als einem US-Dollar pro Tag und Kopf (Stand 2005). Das Bruttoinlandsprodukt (BIP) 2023 betrug pro Kopf 558 US-Dollar. Das kaufkraftbereinigte BIP betrug 2023 knapp 38 Milliarden US-Dollar, das waren 1.692 US-Dollar pro Einwohner. Die Wirtschaft hängt von den erheblichen finanziellen Zuschüssen von IWF, der Weltbank und einzelnen Spendernationen ab. 2003 belief sich der Anteil der Bevölkerung mit weniger als 1 US-Dollar pro Tag auf 42 %. Im Global Competitiveness Index, der die Wettbewerbsfähigkeit eines Landes misst, belegt Malawi Rang 132 von 137 Ländern (Stand 2017–2018). Der Index für wirtschaftliche Freiheit 2024 des Landes war der 129 höchste von 176 Ländern.
Laut einer Studie der Bank Credit Suisse aus dem Jahre 2017 ist Malawi das Land mit dem niedrigsten Vermögen je Einwohner. Es betrug lediglich 114 US-Dollar im Durchschnitt und 45 US-Dollar im Median für jede erwachsene Person im Land.
| Jahr                                    | 2010  | 2015   | 2016   | 2017   | 2018  | 2019  | 2020  | 2021  | 2022   | 2023   |
| --------------------------------------- | ----- | ------ | ------ | ------ | ----- | ----- | ----- | ----- | ------ | ------ |
| BIP in Mrd. USD (Kaufkraftparität)      | 17,2  | 22,8   | 23,5   | 24,9   | 25,3  | 27,5  | 29,5  | 33,8  | 36,6   | 38,5   |
| BIP pro Kopf in USD (Kaufkraftparität)  | 1.092 | 1.258  | 1.262  | 1.299  | 1.282 | 1.356 | 1.415 | 1.575 | 1.656  | 1.692  |
| BIP-Wachstum (real)                     | 6,9 % | 3,0 %  | 2,3 %  | 4,0 %  | 4,4 % | 5,4 % | 1,0 % | 4,6 % | 0,9 %  | 1,5 %  |
| Inflation (in Prozent)                  | 7,4 % | 21,9 % | 21,7 % | 11,5 % | 9,2 % | 9,4 % | 8,6 % | 9,3 % | 20,8 % | 28,8 % |
| Staatsverschuldung (in Prozent des BIP) | 19 %  | 35 %   | 37 %   | 40 %   | 41 %  | 41 %  | 54 %  | 67 %  | 77 %   | 91 %   |

### Probleme
In Malawi ist Korruption weit verbreitet. In diesem Fall ist das eine Art Verteilungskampf, die auf traditionellen Rechten, Vorrechten und Vormachtstellungen aufbaut. So gibt es neben dem öffentlichen Staatshaushalt einen informellen, der für die Stabilität des Landes erheblich, jedoch enorm konfliktträchtig ist. Ab 2008 kam es zu zahlreichen Geschäftsgründungen durch Chinesen, so dass es teilweise zu Unruhen kam. Zum Schutz der einheimischen Wirtschaft erließ die Regierung am 31. Juli 2012 ein Gesetz, das ausländischen Händlern verbietet, außerhalb der vier Ballungszentren Malawis Geschäfte zu machen.
Die Arbeitslosenquote wird 2013 mit 20,4 % angegeben und liegt damit sehr hoch. Die meisten Arbeitsplätze sind in der informellen Wirtschaft und viele Personen sind unterbeschäftigt. 2013 arbeiteten 76,9 % aller Arbeitskräfte in der Landwirtschaft, 19 % im Dienstleistungssektor und 4,1 % in der Industrie.

### Landwirtschaft

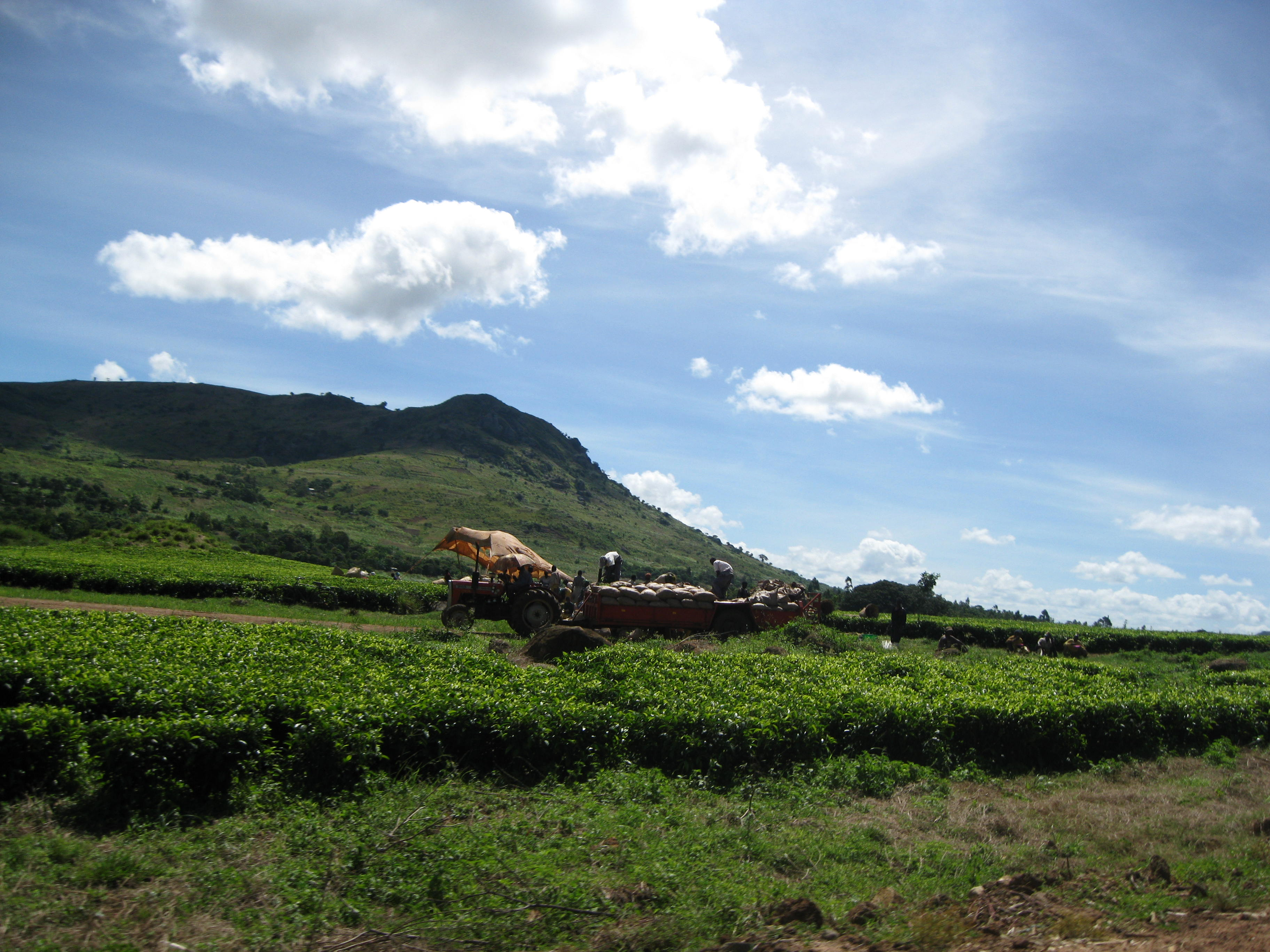
Teeernte nahe Mulanje

Die Wirtschaft ist überwiegend landwirtschaftlich ausgerichtet; der Agrarsektor beschäftigt 90 % der Bevölkerung und erbringt fast 40 % des Bruttoinlandsprodukts und fast 90 % von den Exporteinnahmen. Exportiert wird hauptsächlich Tabak, gefolgt von Tee und Zuckerrohr, während für den Eigenbedarf vor allem Mais angebaut wird. Der Teeanbau wurde während der britischen Kolonialzeit im damaligen Njassaland in den 1890ern zunächst in der Region Mulanje eingeführt. Eine wesentliche Rolle spielten dabei schottische Missionare. Die teeverarbeitende Industrie in Malawi ist damit die älteste heute noch existierende auf dem afrikanischen Kontinent. Auch nach der Unabhängigkeit 1960 verblieb die Produktion lange Zeit in den Händen europäischer Pflanzer. Im Jahr 1976 wurden auf 41.000 acres mit einer Gesamtproduktion von 28,3 Mio. t Tee nur 3828 acres mit 2,3 Mio. t Produktion durch Afrikaner bewirtschaftet.
2002 war ein katastrophales Dürrejahr, in dem es zu verbreitetem Hunger kam. Seither hat Malawi – entgegen dem Rat von Experten aus Industrieländern – ein Gutscheinsystem eingeführt und ausgebaut, in dessen Rahmen Bauern subventionierte Düngemittel vergünstigt erhalten. Dieses Programm soll eine deutliche Erhöhung der landwirtschaftlichen Produktion und eine Verringerung des Hungers im Land erreicht haben; 2007 verkaufte Malawi mehr Mais an das Welternährungsprogramm als jedes andere Land im südlichen Afrika und lieferte ferner Hunderttausende Tonnen Mais nach Simbabwe.

### Bodenschätze und Energiegewinnung
Malawi verfügt in erster Linie über Bauxit- und Niob-Vorkommen.
Bei Kayelekera im Bassin des Nördlichen Rukuru liegen 11.000 t Uranerz mit einem Gehalt von 0,17 %. Im April 2009 wurde dort durch die australische Gesellschaft Paladin der Tagebau Kayelekera eröffnet, in den bislang etwa 200 Millionen US-Dollar investiert wurden. 2014 wurde der Tagebau wieder geschlossen. Die jährlichen Einnahmen für Malawi sollen sich auf über 100 Millionen US-Dollar belaufen haben, wodurch der Tagebau die größte Devisenquelle des Landes war und durch Arbeitsplätze und Zulieferindustrien fast 10 % zum malawischen Bruttosozialprodukt beigetragen haben soll.
In der Nähe von Livingstonia liegt die Mchenga-Steinkohlengrube, eine Lagerstätte mit 2 Millionen t (möglicherweise 20 Millionen) und hohem Brennwert (0,5 % S, 28,5 MJ/kg), aber völlig veraltetem Gerät. Weiter gibt es Kohle am Lufira (0,6–50 Millionen t, 2,2 % S, 19,7 MJ/kg), bei Ngana (15–50 Millionen t, 2,2 % S, 19,7 MJ/kg), Mwabvi (5–10 Millionen t, 0,76 % S, 17,5 MJ/kg), Lengwe (10 Millionen t, 0,51 % S, 11,5 MJ/kg), Kayerekera 0,5–5 möglich 165 Millionen t (0,6 % S, 20 MJ/kg).
Der Schwermineralsand am Malawisee bei Senga enthält 670.000 t an Granat, Ilmenit und Monazit. Nahe der Eisenbahnstrecke bei Tengani liegen 2,5 Millionen t solchen Sandes mit einem Ilmenitgehalt von 3 % und 300.000 t mit 0,3 % Rutil, ein wirtschaftlich bedeutendes Titanmineral. Bei Ilomba Hill liegen 100.000 t mit 3 %, bei Chilwa Island 375.000 t mit 0,95 %, und Thundulu 900.000 t mit 0,37 % Niob-haltigen Mineralkomponenten.
Bei Thundulu finden sich auch 2 Mio. t Phosphatvorkommen mit 17 % Gehalt. Bei Linthipe liegen 14 Mio. t Tonerde, die von Engineering and Foundry Co. für weiße Tonwaren genutzt wird.
Bei Mchinji liegen 1,6 Megatonnen Quarzsand mit einem Grad von 97,2 % SiO2 und weniger als 0,2 % Eisenoxid, die sich für die Herstellung von Glas eignen. Ebenso liegen in den Chilwa-Sandbänken 25 Millionen t Quarzsand mit einem Grad von 92,7 % SiO2 und 0,62 % Eisen. Bei Katengeza und Chimutu in Zentralmalawi befinden sich Graphitvorkommen mit 2,7 Millionen t.
Malawi verfügt über beträchtliche Niob- und Tantal-Ressourcen. Die relevanten Metallgehalte sind an Gesteinseinheiten von Nephelinsyeniten und Karbonatiten gebunden. Im Westen des Landes, rund 150 km nördlich der Hauptstadt Lilongwe, unweit von Mzimba wurden 2014 im Rahmen des Kanyika Niobium Project 40 Tonnen Rohstoff entnommen und für ein metallurgisches Pilotprojekt in das Guangzhou Research Institute of Non-ferrous Metals in der Volksrepublik China verbracht. Diese Niobvorkommen sind in jüngerer Zeit von der australischen Firma Globe Metals & Mining erkundet worden.
Elektroenergie wird hauptsächlich aus Wasserkraft gewonnen. Es gibt entsprechende Stauanlagen am Shire unterhalb des Malawisees.

### Handwerk

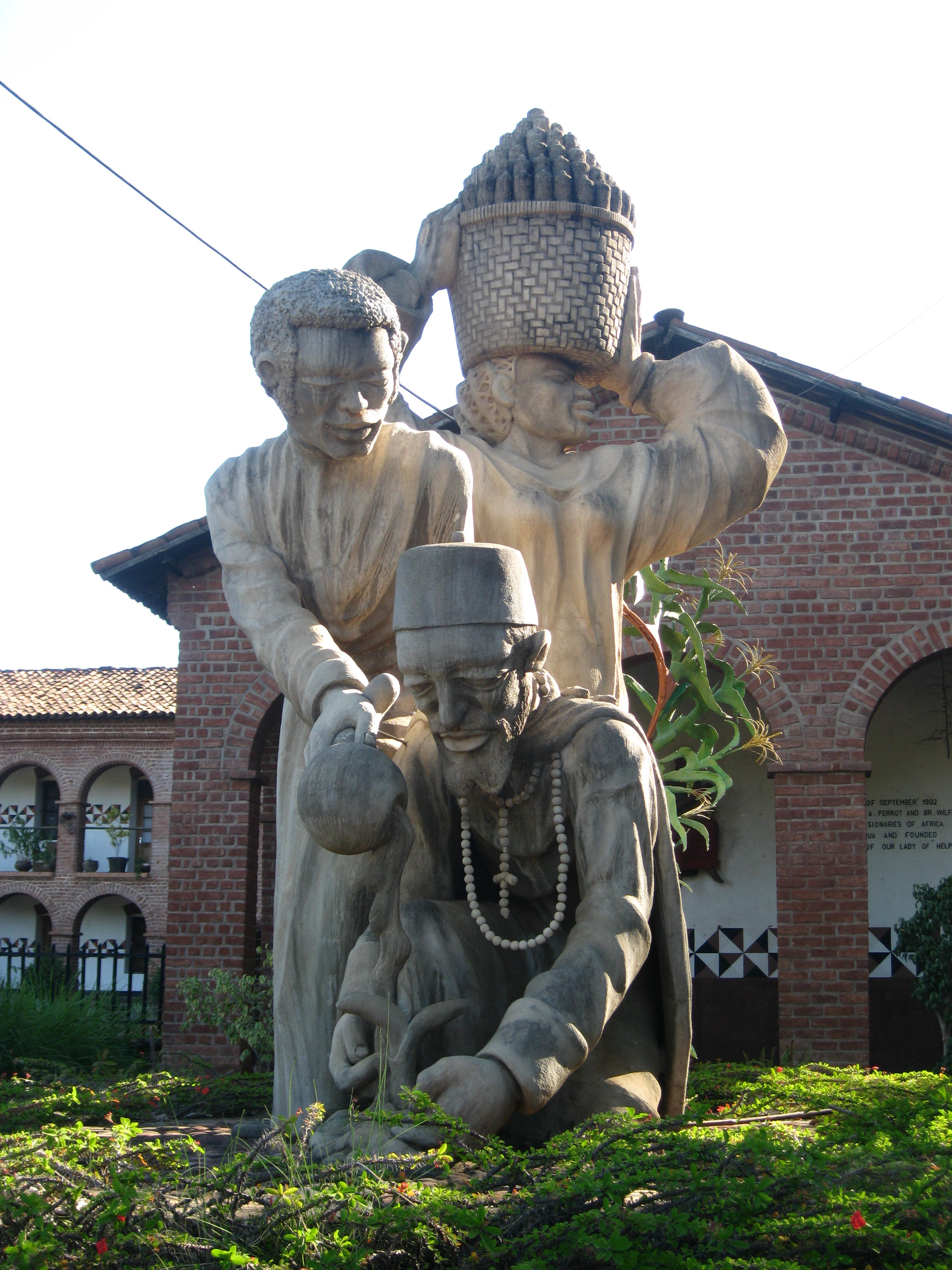
Skulptur vor der Mua Mission

Es gibt verbreitet Holzschnitzerei. Zudem ist portugiesischer Einfluss bei der Fertigung von Holztruhen deutlich spürbar, die mosambikanische Bürgerkriegsflüchtlinge mit maurischen inspirierten Mustern verzieren, was von malawischen Handwerkern übernommen wurde. Hier hat sich mittlerweile ein eigenständiger Sektor mit Arbeitsteilung etabliert. In Mua Mission südlich von Salima gibt es inzwischen eine anerkannte Holzschnitzerschule.
Auch Entwicklungshilfeprojekte tragen inzwischen Früchte. Handarbeiten aus Raffiabast, Schilf, Palm- und Maisblättern sind verbreitet und haben professionelles Niveau erreicht. Töpfereien sind vor allem in der Dedza-Region auffindbar. Auch eine Weberei für Behinderte in Blantyre ist inzwischen selbstständig.
Längst hat sich ein Netz von Kfz-Werkstätten über das Land gelegt, die mittlerweile auch neuere Autos reparieren können. Auf der Grundlage verschrotteter Autos entstand ein einheimischer Sektor im metallverarbeitenden Gewerbe, das einfache Teile selbst herstellen kann. Töpfe, Öfen und Herde werden landesweit aus eigener Produktion angeboten. Gleiches gilt für Bauhandwerksleistungen.

### Bankensystem
Das Finanzsystem Malawis wird von der Reserve Bank of Malawi gesteuert. 

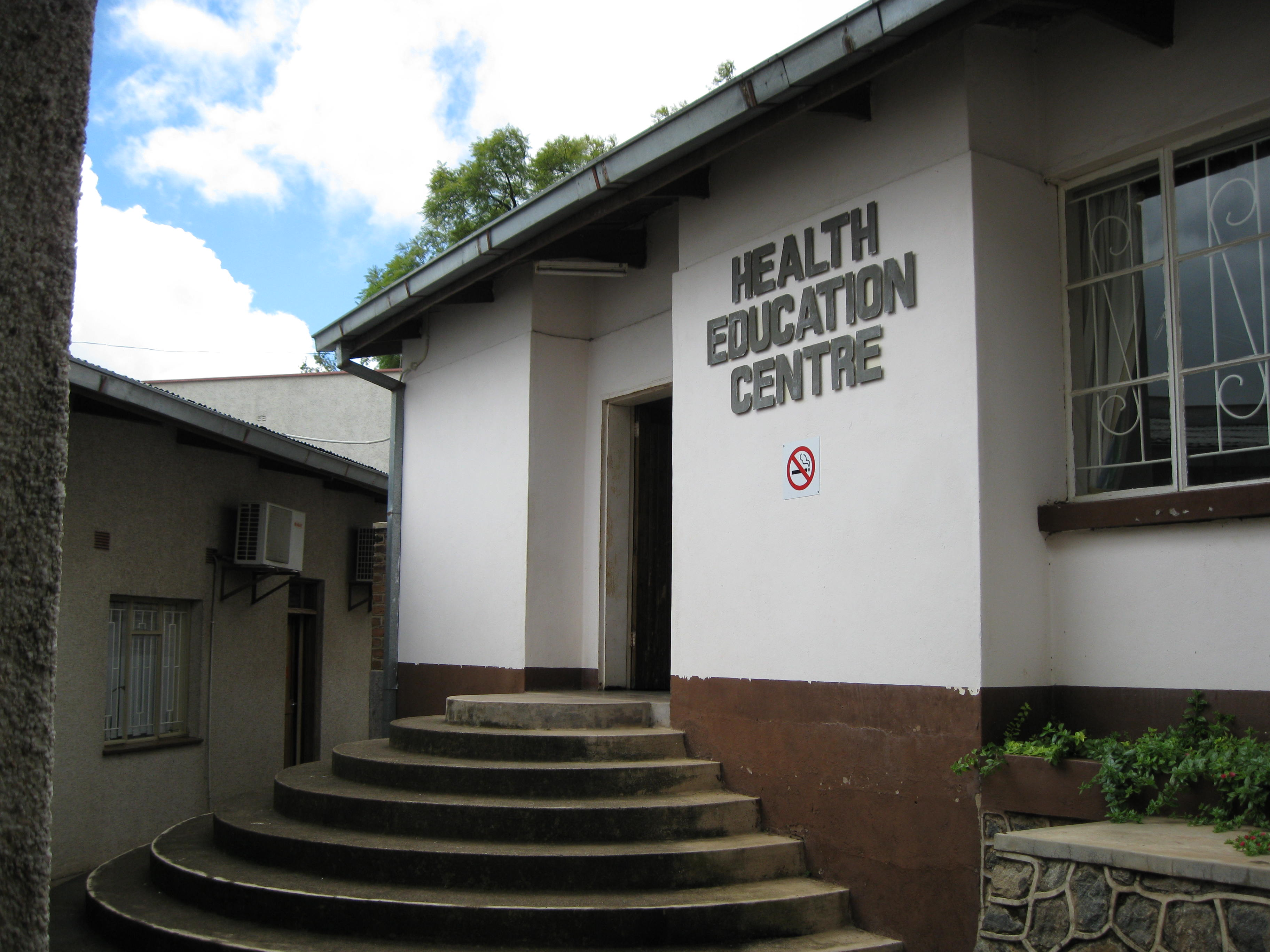
Health Education Centre in Blantyre

Es besteht seit 1996 eine Wertpapierbörse im Land, die Malawi Stock Exchange, welche sich in Blantyre befindet.

### Staatshaushalt
Der Staatshaushalt umfasste 2016 Ausgaben von umgerechnet 1,24 Mrd. US-Dollar, dem standen Einnahmen von umgerechnet 1,03 Mrd. US-Dollar gegenüber. Daraus ergibt sich ein Haushaltsdefizit in Höhe von 3,9 % des BIP.
Die Staatsverschuldung betrug 2016 62,1 % des BIP.
2006 betrug der Anteil der Staatsausgaben (in % des BIP) folgender Bereiche:
- Gesundheit:[72] 12,9 %
- Bildung:[22] 5,8 % (2003)
- Militär:[22] 1,3 %

## Infrastruktur

### Verkehr

#### Flugverkehr
Malawi hat (Stand 2013) sieben Flughäfen mit asphaltierten Start- und Landebahnen (Lilongwe Kamuzu International Airport 3047 m. Blantyre Chileka Airport 2437 m und Mzuzu Airport sowie vier weitere mit 914–1523 m) und 25 mit nicht asphaltierten Start- und Landebahnen (bis 2437 m).
Die nationale Fluggesellschaft ist Malawian Airlines. Ihre Vorläufergesellschaften waren Air Malawi und Central African Airways.
Der Kamuzu International Airport wird regelmäßig (gegenwärtig fünf Mal pro Woche) von der südafrikanischen South African Airways (SAA) von Johannesburg sowie von der Kenya Airways von Nairobi aus und von Ethiopian Airlines von Addis Abeba aus angeflogen. Zwei Mal pro Woche fliegt SAA von Johannesburg nach Blantyre.

#### Straßennetz
In Malawi gilt Linksverkehr.
Malawi hat ein Straßennetz von 14.597 Kilometern. Im Jahre 2001 sind davon 2773 Kilometer asphaltiert und 11.821 Kilometer mit Erdhobel gepflegte Schotterpisten. Daneben gibt es etliche mal besser, mal schlechter befahrbare Wege.
Die wichtigste Straße ist von Nord nach Süd gut ausgebaut, wenn auch nicht überall asphaltiert. Von der sambischen Grenze über Chipita bis Karonga führt eine asphaltierte Straße. Der Abschnitt von der tansanischen Grenze bei Kyela/Songwe nach Mzuzu ist mit deutscher Entwicklungshilfe ausgebaut und asphaltiert worden, vor allem der Anstieg ins Gebirge. Von Mzuzu bis Lilongwe ist ebenso durchgehend asphaltiert. Von Lilongwe führt eine gut ausgebaute Asphaltstraße über Dedza nach Liwonde und Zomba. Ebenso gut ist die Variante nach Salima am See und weiter bis Chipoka und dann über Balaka nach Liwonde. Die 2006 gebaute Asphaltstraße von Nkhotakota nach Kasungu ist wegen mangelnder Instandhaltung insbesondere im gebirgigen Ostteil weitgehend zur unbefestigten Piste geworden.
Von Zomba führt eine gute Asphaltstraße nach Blantyre. Von dort führt eine sehr gute, mit deutscher Entwicklungshilfe gebaute Straße nach Chikwawa und überbrückt den Shire-Fluss. Diesem mal näher und ferner folgend bleibt die Straße bis Nchalo noch asphaltiert, dann wechseln sich asphaltierte Abschnitte mit Schotterpisten ab. Nach Bangula verläuft sie nah am Fluss, der hier die Staatsgrenze zu Mosambik bildet. Ab der Grenze zum Nsanje-Distrikt bleibt die Straße eine Schotterpiste mit vielen Schlaglöchern bis zum Grenzübergang zu Mosambik am südlichsten Punkt Malawis zwischen den Ortschaften Marka und Vila Nova da Fronteira.
Wichtig sind als Verbindung nach Westen die asphaltierte Straße von Lilongwe nach Chipata in Sambia und die sehr gute Asphaltstraße/Schotterpiste von Blantyre nach Mwanza und weiter asphaltiert nach Tete in Mosambik.
Nach Osten führt die asphaltierte Straße von Liwonde über Mangochi nach Chiponde an der mosambikanischen Grenze und von dort weiter bis zur Hafenstadt Nacala am Indischen Ozean. Eine weitere asphaltierte Straße verläuft von Blantyre nach Süden und sich dann ostwärts wendend über Thyolo, Luchenza und Muloza zur mosambikanischen Grenze und zum benachbarten Grenzort Milange.
Malawi hatte die weltweit dritthöchste Anzahl an tödlichen Verkehrsunfällen in Relation zur Einwohnerzahl. 2013 starben 5732 Personen im Straßenverkehr.

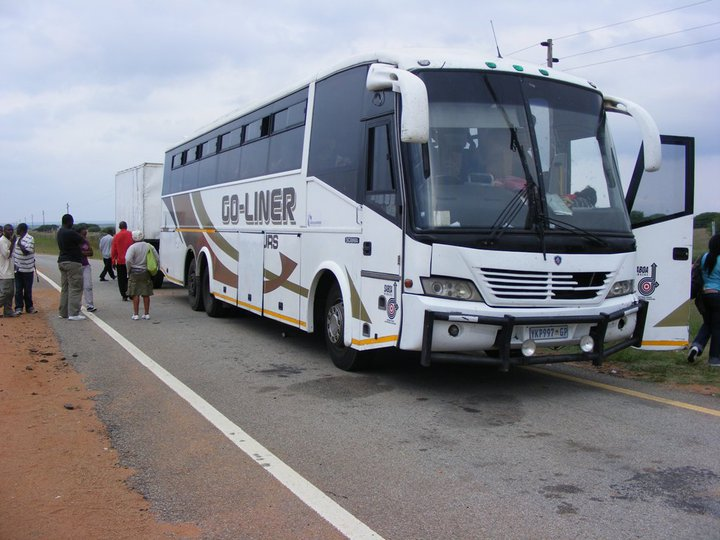
Fernlinienbus auf dem Weg von Lilongwe nach Johannesburg

#### Busverbindungen
Zwischen Blantyre, Lilongwe und Mzuzu verkehren in der Express-Verbindung Reisebusse. Im übrigen Land gibt es regelmäßige Minibusverbindungen.
Von Blantyre und Lilongwe aus verkehren täglich Busse nach Johannesburg, Lusaka und Harare.

#### Schiffsverkehr

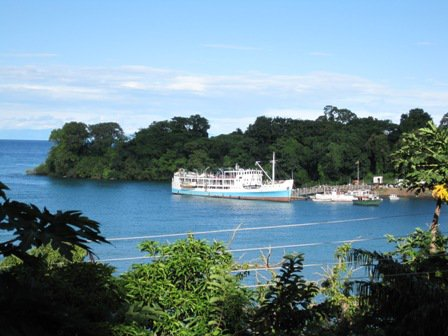
Motorschiff Ilala in Nkatha Bay

Das Motorschiff Ilala verkehrt regelmäßig auf dem Malawisee. Die Flüsse sind größtenteils nicht schiffbar.
In Nsanje im Süden des Landes befindet sich ein Binnenhafen, der über den Shire und den Sambesi an den Indischen Ozean angebunden ist. Momentan (2012) findet jedoch kein Seeverkehr statt, da mit Mosambik Uneinigkeit über die Nutzung des Sambesi besteht.

### Stromnetz
Das malawische Netz wird durch Laufwasserkraftwerke am Shire gespeist. Der Bedarf liegt bei etwa 300 MW, die Kraftwerkskapazitäten liegen jedoch nur bei 240 MW. Es bestehen Pläne einer chinesischen Firma, ein 1000-MW-Wasserkraftwerk zu errichten.

### Telekommunikation und Medien
Malawi hat ein Telefon-Festnetz mit 93.000 Anschlüssen. 
305 Internethosts versorgten im Jahre 2005 46.100 Internetnutzer. Der einzige malawische Internetprovider ist MalawiNet, 1997 gegründet. Er wird von drei Eigentümern betrieben. Das sind ComNet aus den USA (42 %), Malawi Posts and Telecommunications Corporation (MPTC) (38 %) und Bj Trust of Malawi (20 %).
Der Internetempfang ist im ganzen Land ausgezeichnet. Auch in abgelegenen Gegenden wird über Internet telefoniert. Mehrere Provider konkurrieren in jeder Siedlung mit Prepaid-Angeboten. Das Guthaben wird wie bei einem Rubbellos über eine Nummer ins Handy eingegeben.
DHL verfügt in größeren Städten über eine oder mehrere Filialen. Postsendungen aus Europa und den USA sollen innerhalb einer Woche zur Abholung bereit liegen.
Die staatliche Rundfunkanstalt des Landes ist die seit 1964 existierende Malawi Broadcasting Corporation mit inzwischen 18 Sendestandorten. Es werden zwei Hörfunkprogramme (Radio 1 und Radio 2fm) und ein Fernsehprogramm (MBCtv) produziert. Die Übertragung erfolgt auch per Satellit. Der Sender Radio 1 bietet Informationen in den Sprachen Englisch, Chichewa, Tumbuka, Yao, Lomwe, Sena und Chitonga. Ferner gibt es zwei private Hörfunksender, seit 1998 FM101 und seit 1999 Capital Radio 102.5.
In Malawi war die Presse bis 1994 unter dem Diktat von Hastings Kamuzu Banda ausschließlich regierungsorientiert und von der staatlichen Rundfunkanstalt sowie von Malawi News Agency abhängig. Seither entwickelte sich eine vielfältige Medienlandschaft, wozu 11 Zeitungen bzw. Zeitschriften mit jeweils unterschiedlichen Erscheinungszyklen gehören.
Im Jahr 2023 nutzten 18 Prozent der Einwohner Malawis das Internet.
Die Pressefreiheit ist in Malawi zwar durch die Verfassung von 1995 garantiert, aber in der Praxis gibt es Konflikte. Das aktuelle Gesetz für die Medien ist der Communications Act of 1998. Die Nichtregierungsorganisation Reporter ohne Grenzen sieht in Malawi erkennbare Probleme für die Pressefreiheit.

## Kultur

### Musik und Tanz
Malawi hat neben seiner eigenen traditionellen Musik, zu der die Brettzither bangwe, das Xylophon valimba und von Trommeln (ngoma) begleitete Gesangsensembles gehören, Einflüsse vieler Musikstile aufgenommen und an umliegende Länder weitergegeben. Nach dem Zweiten Weltkrieg traten viele Tanzbands in der Besetzung Gitarre/Banjo auf. In den 1960er Jahren war der Kwela-Stil aus Südafrika in Malawi populär. Ebenso gibt es Jazzbands, Gospel- und Reggaesänger und Musiker, die zahlreiche Einflüsse vermischen, etwa Esau Mwamwaya, der Hip-Hop- und Popmusik mit traditioneller Musik vereint. Nach dem Tod des Herrschers Hastings Banda 1994 erlebte die Musikszene Malawis einen großen Aufschwung. Ein wichtiger Bestandteil der Kultur Malawis sind Tänze. Die National Dance Troupe wurde 1987 von der Regierung gegründet. Traditionelle Musik und Tänze spielen bei Anlässen wie Initiation, Hochzeit und sonstigen Ritualen eine wichtige Rolle. Dazu gehört etwa auch der große Tanz, der seit 2005 zu den 90 Meisterwerken des mündlichen und immateriellen Erbes der Menschheit gehört.

### Kunsthandwerk, Literatur und Theater
Das Land hat eine lange Tradition im Korbflechten und Herstellen hölzerner Masken. Die Masken werden in traditionellen Zeremonien verwendet, andernorts aber auch an Touristen verkauft.
Aus Malawi stammen einige bekannte Schriftsteller, etwa Jack Mapanje (* 1944), der nach England emigrieren musste, Legson Kayira (ca. 1942–2012), Felix Mnthali (* 1933), Frank Chipasula (* 1949), der in die USA emigrierte, und David Rubadiri.
Das Ministerium für Kultur, Tourismus und Wildlife stellt Kultureinrichtungen keinerlei finanzielle Mittel zur Verfügung. Bemerkenswert ist die Entwicklung des Theaters Nanzikambe Arts in Blantyre. Dieses Theater unterstützt auch Gruppen im Bereich der gesellschaftlichen Entwicklung. Seit 2010 besteht eine Partnerschaft zwischen Nanzikambe Arts und dem Stadttheater Konstanz. Hier gab es bis in das Jahr 2012 drei gemeinsame Theaterproduktionen, die auch in Deutschland gezeigt wurden.

### Sport
Die beliebteste Sportart ist Fußball, eingeführt durch die britischen Kolonialbehörden. Die Fußballnationalmannschaft konnte sich bisher für keine Fußball-Weltmeisterschaft qualifizieren, nahm jedoch an drei Afrika-Cups teil (1984, 2010 und 2021). Malawische Fußballklubs sind Mighty Wanderers, Big Bullets, Silver Strikers, Blue Eagles, Civo Sporting, Moyale Barracks und Mighty Tigers. Basketball nimmt an Popularität zu, obschon die Nationalmannschaft noch an keinem internationalen Turnier teilnahm. Im Netball ist man dagegen erfolgreicher und die Nationalmannschaft ist (im März 2021) auf dem sechsten Platz der Weltrangliste. Mehrere Nationalspielerinnen sind in internationalen Ligen aktiv. In der Vergangenheit stellte Malawi zusammen mit Sambia, Tansania und Uganda Spieler für die Ost- und Zentralafrikanische Cricket-Nationalmannschaft zur Verfügung. Seit 2003 wird das Land von seiner eigenen Nationalmannschaft vertreten, qualifizierte sich jedoch bisher nicht für ein internationales Cricketturnier.
Special Olympics Malawi wurde 1998 gegründet und nahm mehrmals an Special Olympics Weltspielen teil.

### Landeseigene Links
- Offizielle Internetpräsenz der Regierung. auf www.malawi.gov.mw (englisch); Hinweis: Server zeitweise wegen Bandbreitenproblemen nicht erreichbar.
- Government Ministries. auf www.malawi.gov.mw (englisch)

### Landesprofil bei Ministerien deutschsprachiger Staaten
- Auswärtiges Amt (D): Malawi. auf www.auswaertiges-amt.de.
- Bundesministerium für europäische und internationale Angelegenheiten (A): Länderspezifische Reiseinformation: Malawi (Republik Malawi). auf www.bmeia.gv.at.
- Eidgenössisches Departement für auswärtige Angelegenheiten (CH): Südliches Afrika. auf www.eda.admin.ch.

### Internationale Links
- United Nations: United Nations Statistics Division. Malawi. auf www.data.un.org (englisch).
- The World Bank: Countries. Malawi. auf www.worldbank.org (englisch).
- US-Government: CIA World Fact Book. Malawi. auf www.cia.gov (englisch).
- Electoral Institute for Sustainable Democracy in Africa: African Democracy Encyclopaedia Project: Malawi. auf www.eisa.org (englisch).
- WHO: Malawi. auf www.afro.who.int (englisch).
- Welternährungsprogramm der Vereinten Nationen: Malawi. auf www.wfp.org (englisch).
- UNHCR: Malawi. auf www.unhcr.org (englisch).
- Minority Rights Group International: Malawi. auf www.minorityrights.org (englisch).
- UNCTAD: Catalogue of Diversification Opportunities 2022. Malawi. auf www.unctad.org (PDF, englisch).

### Weitere Links
- Facts and Figures. Africa > Malawi Nation Master. (englisch)
- Government of Malawi. National Statistical Office: Malawi: an atlas of social statistics. Zomba 2002 (englisch; PDF; 19,04 MB), ISBN 0-89629-714-4
- Welcome to Malawi. Malawi Tourism Guide. Geo Group Marketing Ltd. (englisch)